# Allan Woodman
Allan Charles "Huck" Woodman (Winnipeg, Manitoba, 11 de març de 1899 - Winnipeg, Manitoba, 17 d'abril de 1963) va ser un jugador d'hoquei sobre gel canadenc que va competir a començaments del segle xx.
El 1920, un cop superada la Primera Guerra Mundial, va prendre part en els Jocs Olímpics d'Anvers, on guanyà la medalla d'or en la competició d'hoquei sobre gel. Era l'únic membre de l'equip que no era d'ascendència islandesa.
A nivell de clubs jugà al Winnipeg Falcons.